# 2017 FD163
2017 FD163 est un objet transneptunien probablement en résonance 1:2 avec Neptune faisant partie des objets connus situés à plus de deux fois la distance de l'orbite de Neptune.